# Marktleuthen
Marktleuthen település Németországban, azon belül Bajorországban. Lakosainak száma 2878 fő (2023. december 31.). Marktleuthen Thierstein (Fichtelgebirge) községgel határos.

## Népesség
A település népessége az elmúlt években az alábbi módon változott:
| Lakosok száma | 1346 | 3119 | 3327 | 3942 | 3212 | 3129 | 3111 | 3122 | 2954 | 2878 |
|               | 1875 | 1950 | 1975 | 1987 | 2012 | 2014 | 2016 | 2017 | 2021 | 2023 |